# Olympische Jugend-Sommerspiele 2018/Teilnehmer (Eritrea)
| Gelbes Symbol für Goldmedaillen mit stilisierten Olympischen Ringen | Graues Symbol für Silbermedaillen mit stilisierten Olympischen Ringen | Braundes Symbol für Bronzemedaillen mit stilisierten Olympischen Ringen |
| ------------------------------------------------------------------- | --------------------------------------------------------------------- | ----------------------------------------------------------------------- |
| —                                                                   | —                                                                     | 1                                                                       |

Die Jugend-Olympiamannschaft aus Eritrea für die III. Olympischen Jugend-Sommerspiele vom 6. bis 18. Oktober 2018 in Buenos Aires (Argentinien) bestand aus neun Athleten.

## Athleten nach Sportarten

### Leichtathletik
| Mädchen - Sebah Amar 800 m: 18. Platz - Kisanet Mariskos Hidru 3000 m: 5. Platz | Jungen - Meron Goitom 1500 m: 8. Platz - Haben Ghebremariam 3000 m: 5. Platz - Abel Yamane 2000 m Hindernis: Bronze |

### Radsport
| Mädchen - Desiet Kidane - Danait Tsegay Kombination: 15. Platz | Jungen - Biniam Girmay - Hager Mesfin Andemariam Kombination: 18. Platz |